# Keresztes Szent Terézia Benedikta
Edith Stein vagy egyházi nevén Keresztes Szent Terézia Benedikta (latinul: Sancta Teresia Benedicta a Cruce; született: Edith Stein (Boroszló, 1891. október 12. – Auschwitz, 1942. augusztus 9.) zsidó származású német filozófus, karmelita apáca, katolikus szent (Európa társvédőszentje, az árvák és a mártírok védőszentje).

## Élete
Edith Stein ortodox zsidó családban született, az akkor Németországhoz tartozó Wrocławban. 1904-ben kitért a judaizmusból és ateista lett. A Göttingeni Egyetemen Edmund Husserl tanítványa lett, majd Husserl freiburgi kinevezése után elkísérte őt a Freiburgi Egyetemre. Itt szerzett doktorátust 1916-ban, és a továbbiakban 1918 februárjáig Edmund Husserl asszisztenseként dolgozott Freiburgban.
Noha korábban is volt kapcsolata a katolicizmussal, áttérését többek között az okozta, hogy 1921-ben elolvasta Ávilai Szent Teréz misztikus önéletrajzát. Miután 1922. január 1-jén megkeresztelték, akkori gyóntatója – Schwindt prelátus – közreműködésével a speyeri dominikánus leányiskolában lett nevelő és tanár. Amíg itt tanított (1922–1932), Erich Przzywara megbízásából németre fordította Henry Newman bíboros leveleinek és naplójának egy kötetét, Aquinói Szent Tamás De veritate (Az igazságról) című művét és a katolikus filozófiát tanulmányozta. 1932-ben a Münsteri Pedagógiai Intézetben docensi állást kapott, de a náci kormányzat által hozott antiszemita törvények arra kényszerítették, hogy 1933-ban lemondjon állásáról.
1933-ban belépett a karmeliták kölni rendházába és felvette a Teresa Benedicta a Cruce (Keresztről nevezett Terézia Benedicta) nevet. Itt írta meg Endliches und ewiges Sein (Véges és örök lét) című könyvét, amelyben próbálja összeegyeztetni Aquinói Szent Tamás és Husserl filozófiáját. A növekvő náci fenyegetés miatt a rendje áthelyezte Hollandiába, az echti karmelita kolostorba. Itt írta meg a Studie über Joannes a Cruce: Kreuzeswissenschaft ("Tanulmányok Keresztes Szent Jánosról: A kereszt tudománya) című könyvét.
Hollandiában sem volt biztonságban: a holland püspöki konferencia 1942. július 20-án nyilvánosan elítélte a náci fajelméletet; az állásfoglalást az ország összes templomában felolvasták. Válaszként 1942. július 26-án Hitler elrendelte Hollandiában is az áttért zsidók letartóztatását, akiket addig megkíméltek. Edithet és Rosa nővérét letartóztatták és az auschwitzi koncentrációs táborba szállították. 1942. augusztus 9-én haltak meg.
1987. május 1-jén Kölnben boldoggá avatták. 1998. október 11-én II. János Pál pápa szentté avatta Teresa Benedicta a Cruce néven.
Egyes zsidó csoportok – beleértve a Simon Wiesenthal Központot – ellenezték a boldoggá avatást. Rámutattak, hogy a katolikus doktrína szerint az a vértanú, aki a hitéért halt meg; ezzel szemben Steint zsidó származása miatt ölték meg. A katolikus egyház álláspontja mindazonáltal az, hogy Edith Steinnek azért kellett meghalnia, mert a holland egyház elítélte a náci fajelméletet. Más szavakkal, azért halt meg, hogy az egyház erkölcsi tartását erősítse, tehát mártír.
Ünnepe: augusztus 9.

## Művei

### Magyarul megjelentek
- A kereszt tudománya. Keresztes Szent Jánosról írt tanulmányok; ford. Széll Margit; Szt. István Társulat, Bp., 1981
- A kereszt tudománya Keresztes Szent Jánosról írt tanulmányok; ford. Széll Margit; 2. jav., bőv. kiad.; Szt. István Társulat, Bp., 1993
- Husserl fenomenológiája és Aquinói Szent Tamás filozófiája; in: Mi a fenomenológia? Szöveggyűjtemény a realista fenomenológiához; ford., tan. Szalay Mátyás, szerk. Szalay Mátyás, Sárkány Péter; Jel, Bp., 2009 (Paideia könyvek)
- A végestől az örökkévalóig. Gondolatok minden napra; vál. Maria Amata Neyer, ford. Takács Emőke; Sarutlan Karmelita Nővérek, Magyarszék, 2013 (A Kármel látóhatára)
- Egy zsidó család életéből és más önéletrajzi írások; ford. Ábrahám Zoltán; Sarutlan Karmelita Nővérek, Magyarszék, 2014 (A Kármel látóhatára)

### További művei
- Psychische Kausalität, in: Jahrbuch für Philosophie und phänomenologische Forschung 5, 1922; In: ESGA 6
- Individuum und Gemeinschaft, in: Jahrbuch für Philosophie und phänomenologische Forschung 5, 1922 In: ESGA 6
- Was ist Phänomenologie?, in: Wissenschaftliche Beilage zur Neuen Pfälzischen Landeszeitung 5, 15.5.1924; In: ESGA 9
- Eine Untersuchung über den Staat, in: Jahrbuch für Philosophie und phänomenologische Forschung 7, 1925, 1-123 In: ESGA 7
- Briefe und Tagebücher von John Henry Newman bis zu seinem Übertritt zur Kirche 1801-1845, übersetzt von E. Stein, 1926; In: ESGA 21/22
- Der Eigenwert der Frau und seiner Bedeutung für das Leben des Volkes, Vortrag gehalten in der 15. Hauptversammlung des kath. bayerischen Lehrerinnenvereins am 12.4.1926 in Ludwigshafen, in: Zeit und Schule, Jugendnr. 5 Juli 1928, 107-110;
- Husserls Phänomenologie und die Philosophie des hl. Thomas von Aquino, in: Festschrift E. Husserl zum 70. Geburtstag gewidmet, Ergänzungsband zum Jahrbuch für Phänomenologie und phänomenologische Forschung, 1929 In: ESGA 9
- Die Typen der Psychologie und ihre Bedeutung für die Pädagogik, in: Zeit und Schule, Jugendnr. 2, 26, 1929
- Zum Kampf um den kath. Lehrer, in: Zeit und Schule 26, 1929
- Die Mitwirkung der klösterlichen Anstalten an der religiösen Bildung der Jugend, Klerusblatt, Organ des Diözesanpriestervereins Bayern und ihres wirtschaftlichen Verbandes, 48/49, 1929;
- Die theoretischen Grundlagen der sozialen Bildungsarbeit, in: Zeit und Schule 27, 1930
- Zur Idee der Bildung, in: Zeit und Schule 27, 1930
- Eucharistische Erziehung, in: Der Pilger. Katholische Kirchenzeitung für das Bistum Speyer, 27.10.1930;
- Grundlagen der Frauenbildung, in StZ 129, 1931
- Das Ethos der Frauenberufe, in: Der katholische Gedanke, H. 4, 1930
- Der Intellekt und die Intellektuellen, in: Das heilige Feuer 16, 1931
- Elisabeth von Thüringen. Natur und Übernatur in der Formung einer Heiligengestalt, in: Das neue Reich 13, 1931
- Wege zur inneren Stille, in: Monatsbrief für die Societas Religiosa, 1932
- Die Frau als Führerin zur Kirche, in: Kath. Sonntagsblatt für die Diözese Augsburg 6, 1932
- Die Aufgabe der Frau als Führerin der Jugend zur Kirche, in: Blätter der weißen Rose 5, Werkblätter des süddeutschen Verbandes der kath. Jungmädchenvereine, 1932
- Natur und Übernatur in Goethes Faust, in: Zeit und Schule 29, 1932
- Beruf des Mannes und der Frau nach Natur und Gnadenordnung, in: Die christliche Frau 30, 1932
- Metaphysik der Gemeinschaft, in: Mädchenbildung auf christlicher Grundlage, H. 24, 1932
- Des hl. Thomas von Aquino Untersuchungen über die Wahrheit, I-II, mit einem Geleitwort von M. Grabmann, 1932
- Theresia von Jesus, 1934; Die Deutsche Summa, in: Die christliche Frau, 1934
- Die Deutsche Summa, in Die christliche Frau, 1935
- Über Geschichte und Geist des Karmel, in: Zu neuen Ufern, Sonntagsbeilage der Postzeitung, Augsburg 31.3.1935
- Eine Meisterin der Erziehungs- und Bildungsarbeit-Teresia von Jesus, in: Kath. Frauenbildung im deutschen Volke, 48. Jg. 1935, Nachdruck in ESW, Bd. XII;
- Das Gebet der Kirche, in: Ich lebe und ihr lebet, 1937
- Eine deutsche Frau und große Karmeliterin: Mutter Franziska von den unendlichen Verdiensten Jesu Christi OCD (Katharina Esser), 1804-1866, in: Die in deinem Hause wohnen, hrsg. E. Lense OCit, 1938
- Ein klösterlicher Reformator: P. Andreas vom hl. Romvald OCD (1819-1883), in: Stimmen unserer Lieben Frau vom Berge Karmel. Monatsschrift zur Förderung der Marienverehrung, Provinzleitung Karmelitenkloster (Hrsg.) 15. Jg. 1938/39, H. 4
- Nachruf für Sr. Maria Gertrudis Theresia a. Agnete OCD, Selbstverlag der Karmeliterinnen, 1940

## Emlékezete
- Emléktábla a speyeri dóm Katalin-kápolnájának belső falán; Leopold Hafner szobrász alkotása
- Wachenheim an der Weinstraße-ban a katolikus templom új épületét Edith Steinről nevezték el
- Lambrechtben a Toni Schröer-házban egy Edith Stein-emlékhelyet alakítottak ki
- A Bad Bergzaberni St. Martin községben, ahol Edith Steint megkeresztelték, a községházát Edith Stein-háznak nevezik
- Saarbrückenben az egyetem Hl. Edith Stein egyházközségét és templomát róla nevezték el
- Németországban és Hollandiában több iskola viseli a nevét
- 2006 októberében Rómában, a Szent Péter Székesegyházban a szent 5,80 m magas szobrát állították fel fehér carrarai márványból
- Plauen-ben 2001-ben utcát neveztek el róla
- Tübingenben található a katolikus Edith Stein Diákotthon
- Emléktábla az egykori kölni karmel helyén a Dürrenerstr-ban
- www.edith-stein-archiv.de

## Fordítás
- Ez a szócikk részben vagy egészben az Edith Stein című angol Wikipédia-szócikk ezen változatának fordításán alapul.  Az eredeti cikk szerkesztőit annak laptörténete sorolja fel. Ez a jelzés csupán a megfogalmazás eredetét és a szerzői jogokat jelzi, nem szolgál a cikkben szereplő információk forrásmegjelöléseként.
- Ez a szócikk részben vagy egészben az Edith Stein című német Wikipédia-szócikk ezen változatának fordításán alapul.  Az eredeti cikk szerkesztőit annak laptörténete sorolja fel. Ez a jelzés csupán a megfogalmazás eredetét és a szerzői jogokat jelzi, nem szolgál a cikkben szereplő információk forrásmegjelöléseként.